# Campofrío Food Group
Cet article concerne l'entreprise agroalimentaire. Pour la ville espagnole, voir Campofrío.
Campofrío Food Group est une entreprise espagnole de l'industrie alimentaire spécialisée dans les produits carnés.
Elle est propriété à 100% du groupe mexicain Sigma Alimentos. L'entreprise est le leader européen dans le domaine des préparations carnées et l'une des cinq plus grandes entreprises mondiales du secteur.

## Histoire
L'entreprise est fondée à Burgos en 1952 par José Luis Ballvé sous le nom Campofrío. Huit ans plus tard, elle se spécialise dans l'élaboration de produits carnés. Elle entre en bourse en 1988 pour commencer à s'internationaliser en 1990 avec l'installation d'une usine à Moscou. La société obtient la certification ISO 9002 en 1995. En 1997, la société Hormel acquiert 21 % de Campofrío.
Entre 1998 et 1999, le groupe se développe rapidement grâce à l'acquisition de l'entreprise française Montagne Noire, de la société portugaise Fricarnes, de la polonaise Morliny et de la roumaine Tabco. En 2000, il rachète OMSA et fusionne avec son concurrent Navidul.
En 2004, l'entreprise américaine Smithfield Foods acquiert 22,4 % de Campofrío Alimentación S.A. et de sa filiale polonaise. Le groupe Campofrío Food Group naît finalement en 2008 de la fusion entre Campofrío Alimentación S.A. et de la division européenne de Smithfield,,, le groupe Aoste, possédant les marques Justin Bridou, Aoste, Jean Caby, Calixte, ou Cochonou. À l'issue de l'opération, Smithfield est minoritaire dans le nouvel ensemble, premier charcutier européen, mais annonce en 2011 sa volonté de se porter acquéreur de la quasi-totalité du capital de Campofrio Food Group.
En septembre 2013, Smithfield Foods est racheté par le groupe chinois Shuanghui, qui acquiert de ce fait les 37 % de Campofrío Food Group. Après avoir brièvement envisagé d'augmenter sa participation en lançant une OPA de 695 millions d'euros, Shuanghui la cède finalement en novembre 2013 au groupe mexicain Sigma Alimentos, division alimentaire du conglomérat Alfa, qui réussit une OPA pour prendre le contrôle de 100% de Campofrío.

## Produits
Campofrío Food Group propose à travers ses différentes marques un grand éventail de produits à base de porc ou de volaille (jambon, saucisses, salamis, pâtés, charcuterie, plats préparés. etc.).

## Entreprises du groupe et marques

Logo de Campofrío, entreprise représentant le groupe en Espagne

En Espagne, le groupe est présent sur le marché par l'intermédiaire de la marque Campofrío, qui participe à hauteur de 40 % au chiffre d'affaires. Dans le reste de l'Europe, il est présent sous le nom de Groupe Aoste (en France, en Italie et en Suisse), en Allemagne avec CFG Deutschland GmbH, en Belgique avec Imperial Meat Products, au Portugal sous le nom Nobre, aux Pays-Bas sous le nom Stegeman et en Roumanie via une coentreprise, Caroli Foods Groups. En 2011, le groupe acquiert le fabricant italien de produits carnés Cesare Fiorucci.
Parmi les marques appartenant au groupe, hormis les entreprises déjà citées, mentionnons Campofrío, Oscar Mayer, Weight Watchers (comme marque de produits carnés), Navidul, Revilla, Nobre, Marcassou, Justin Bridou, Bistro, Cochonou et César Moroni.

## Direction et chiffres
En 2011, le groupe a toujours à sa tête Pedro Ballvé, son CEO est Robert Sharpe et elle emploie 11 800 personnes. En 2010, le chiffre d'affaires de la société a été de 1 830 millions d'euros, son bénéfice d'exploitation de 163 millions d'euros et son bénéfice net de 40 millions d'euros.
En Espagne, en France, au Portugal et aux Pays-Bas, le groupe est à la tête du marché de la transformation de produits à base de viande et il occupe la deuxième place en Belgique. Grâce à l'intégration de Caroli Food Group et de Tabco-Campofrio en 2010, la coentreprise s’est placée à la première place du marché roumain.